# Abropus
Abropus is een geslacht van kevers uit de familie van de loopkevers (Carabidae). De wetenschappelijke naam van het geslacht werd in 1842 gepubliceerd door George Robert Waterhouse.

## Soorten
Het geslacht Abropus is monotypisch en omvat slechts de volgende soort:
- Abropus carnifex (Fabricius, 1775)